# بيدرو بابلو راميريز
بيدرو بابلو راميريز (بالإسبانية: Pedro Pablo Ramírez)‏ (و. 1884 – 1962 م) هو جندي، وعسكري محترف من الأرجنتين .
ويحمل رتبة عسكرية فريق أول .